# Flagge Katars

Aufbau

Die Flagge Katars wurde in ihrer heutigen Form am 9. Juli 1971 angenommen.

## Beschreibung
Die Nationalflagge besteht aus einem senkrechten weißen Streifen links und einem kastanienbraunen Streifen rechts. Beide Farbfelder sind durch neun weiße Dreiecke getrennt, die wie eine Zickzack-Linie wirken. Sie symbolisieren die neun Speerspitzen der Stämme Katars, die anlässlich des Vertrags zwischen Großbritannien und Katar vom 18. Dezember 1878 unter der Vorherrschaft der Al Thani vereinigt wurden.
Mit ihren Proportionen von 11:28 erscheint die Flagge als die derzeit längste und schmalste aller Nationalflaggen. Die offizielle Farbe ist inzwischen Pantone # 1955 C. Früher war es Pantone 222 C.

## Farben
| System                      | Weiß        | bordeauxrot |
| --------------------------- | ----------- | ----------- |
| RGB                         | 255-255-255 | 138-21-56   |
| Hexadezimale Farbdefinition | #FFFFFF     | #8A1538     |

## Geschichte
Anscheinend verwendete bereits Scheich Jassim bin Mohammed Al Thani 1855 eine weiß-rote Flagge mit dem heutigen Aufbau. Davor war die Flagge Katars ein einfaches rotes Tuch. Seitdem gab es mehrere Varianten. Das heute übliche Weinrot entstand durch die Wirkung der Sonne auf die ursprünglich roten Farbpigmente, die bei der Herstellung der Flagge verwendet wurden. Da die Nationalflagge der Flagge Bahrains ähnelte, wurde diese Abweichung 1949 offiziell angenommen.

um 1916
um 1936 mit zusätzlichen Karos
11:30  1949 bis 1971
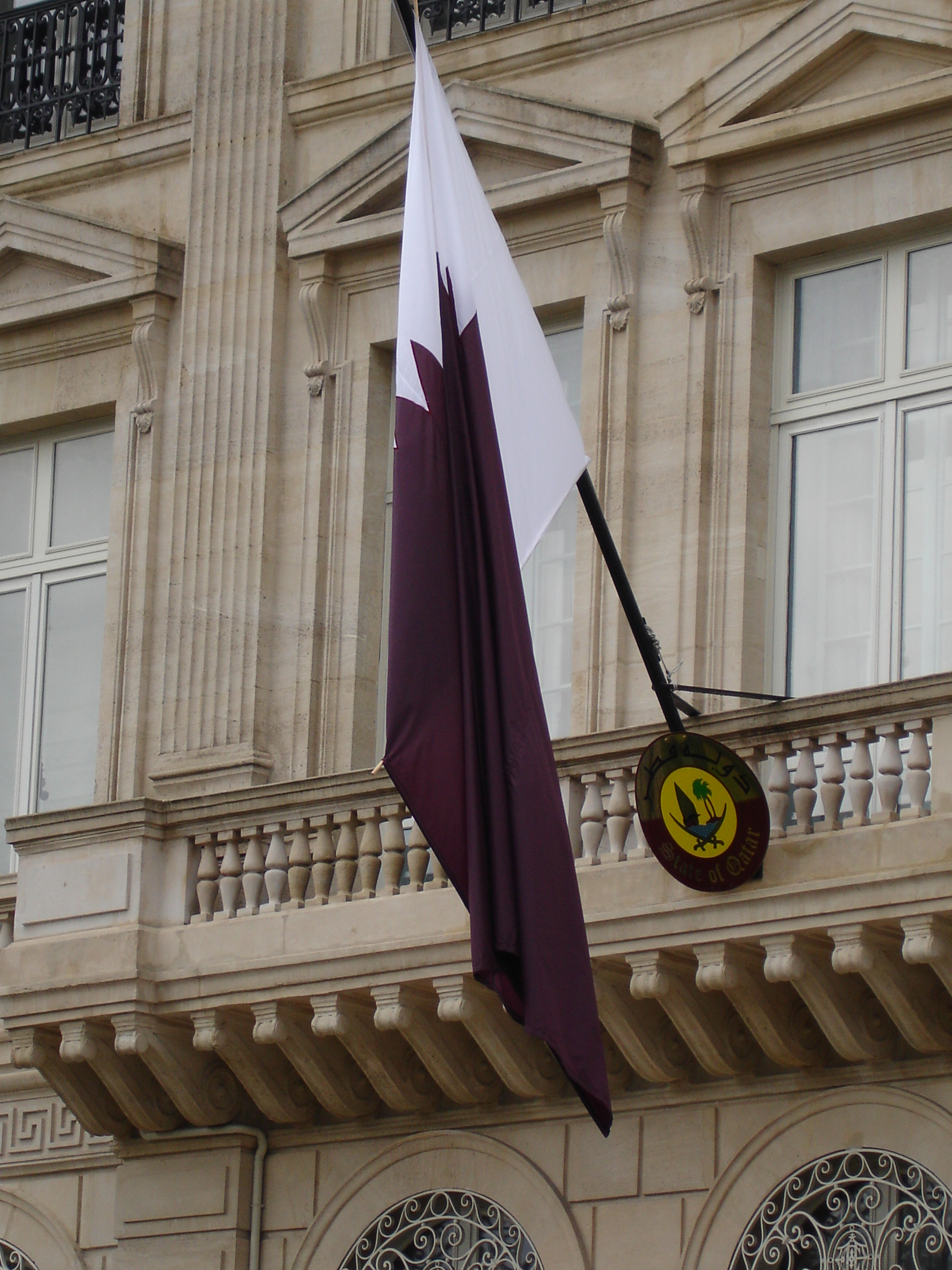
Flagge und Wappen an der Botschaft in Paris (2007)